# Ceropegia andamanica
Ceropegia andamanica ist eine Pflanzenart aus der Unterfamilie der Seidenpflanzengewächse (Asclepiadoideae). Sie kommt auf der Andamanen-Insel South Andaman Island vor.

## Merkmale

### Vegetative Merkmale
Ceropegia andamanica ist eine ausdauernde, krautige Pflanze mit windenden Trieben und fleischigen Wurzeln. Der Milchsaft ist wässerig. Die Blätter sind gestielt, die Stiele sind schlank und 0,2 bis 2 cm lang. Die Blattspreiten sind lanzettlich bis elliptisch-lanzettlich; sie messen 5 bis 15 cm in der Länge und 1 bis 5 cm in der Breite. Die Konsistenz der Blätter ist papierartig. Die Basis der Blattspreite ist gerundet bis flach herzförmig, das äußere Ende zugespitzt. Die Unterseite ist grün und kahl.

### Blütenstand und Blüten
Der 3- bis 8-blütige Blütenstand entspringt den Blattachseln und ist gestielt. Der kahle Blütenstandsstiel misst 1,5 bis 2,5 cm. Die fünfzähligen, zygomorphen Blüten sind zwittrig und besitzen eine doppelte Blütenhülle. Die Blütenkrone ist 5 bis 12 cm lang (hoch), die kahlen Blütenstiele messen 0,5 bis 2 cm. Die kahlen Kelchblätter sind nadelförmig und 0,5 bis 1 cm lang. Die fünf Kronblätter sind im unteren Teil zu einer außen glatten Kronröhre (Sympetalie) verwachsen. Die Kronröhre ist im unteren Drittel angeschwollen, in der Mitte der Kronröhre verengt, zur Blütenöffnung hin wieder trichterartig erweitert. Die linealischen Kronblattzipfel sind eng aneinander liegend und in sich verdreht. Dieser Teil der Blütenkrone ist peitschenartig verlängert, am Ende sitzt ein länglich-eiförmiges Köpfchen. Die Zipfel der äußeren, interstaminalen Nebenkrone sind eiförmig und am äußeren Ende mittig eingeschnitten, die am äußeren Ende zweispitzigen Zipfel sind mit Zilien besetzt. Die Zipfel der inneren, staminalen Nebenkrone sind aufrecht-spatelförmig, und 2 mm lang und 1 mm breit.

### Früchte und Samen
Zum Aussehen von Früchten und Samen liegen keine Angaben vor.

### Ähnliche Arten
Ceropegia andamanica ist mit Ceropegia metziana verwandt. Sie unterscheidet sich aber von dieser Art durch die kahlen Blätter und Stiele, die längeren Blüten, die Form der Kronblattzipfel und die spatelförmigen inneren, staminalen Zipfel der Nebenkrone.

## Geographische Verbreitung und Ökologie
Die Art wurde bisher nur im Mount Harriet National Park auf South Andaman Island (Andamanen) gefunden. Die Art wächst dort in kleineren Bereichen eines primären, immergrünen, tropischen Regenwald in 350 m über Meereshöhe. Sie ist dort assoziiert mit Mallotus resinosus (Blanco) Merr. (Euphorbiaceae) und Phaulopsis imbricata (Forssk.) Sweet (Acanthaceae). Sie blüht am Naturstandort im November und Dezember.
Die Blätter der Pflanze sind die Nahrung der Raupen der Schmetterlingsart (bzw. Unterart) Parantica aglea ssp. melanoleuca (Moore).

## Systematik und Taxonomie
Die Art wird sowohl von der "Plant List" als auch der "Ceropegia Checklist" als gültiges Taxon akzeptiert.